# Corazón fiel
 Corazón fiel  es una película en blanco y negro de Argentina dirigida por Leopoldo Torres Ríos sobre el guion de Noel Barona y Arturo Cerretani que se estrenó el 25 de marzo de 1954 y que tuvo como protagonistas a Mario Danesi, Julio Esbrez, Luis Laneri, Reynaldo Mompel y Maruja Montesinos. El perro Halcón II participa realizando interesantes pruebas.

## Sinopsis
La inteligencia de un perro es aprovechada para cometer fechorías por una banda de contrabandistas.

## Reparto
- Margarita Canale
- Carlos Carella	... 	Cruz
- Mario Danesi
- Jorge De La Riestra	... 	Comisario
- Luis de Lucía
- Julio Esbrez
- Gina Maria Hidalgo
- Luis Laneri
- Claudio Lucero	... 	Gitano
- Reynaldo Mompel
- Maruja Montesinos
- Hugo Mugica
- Mario Pocoví
- Gloria Ramírez
- Alberto Rinaldi
- Lydia Quintana

## Comentarios
La crónica de Clarín dijo:

”Los débiles recursos de la trama no encuentran mayor sosén en el diálogo ni en la labor de los intérpretes que peca de exagerada o de artificial…buenos efectos forográficos pero se debate en una pobreza de medios.”